# Benoibates flagellifer
Benoibates flagellifer är en kvalsterart som beskrevs av Balogh 1958. Benoibates flagellifer ingår i släktet Benoibates och familjen Oripodidae. Inga underarter finns listade.